# Удисна
Удисна (также Удесна)— река в России, протекает по территории Даниловского района Ярославской области. Устье реки находится по левому берегу реки Касть в 42 км от её устья. Длина реки составляет 13 км.
Высота устья — 104 м над уровнем моря.
Сельские населённые пункты около реки: Молоково, Хламотино, Мышкарово, Филипцево, Селезенево, Шевнино,  Кузьмино, Шухобино, Алексейцево, Харино, Тюляфтино, Ломки (Семловский сельский округ), Беклюшки, Большое Романцево.
Историческое название реки — У́десна (ст.слав. дєснъ — «правый, справа»).

## Данные водного реестра
По данным государственного водного реестра России относится к Верхневолжскому бассейновому округу, водохозяйственный участок реки — Волга от Рыбинского гидроузла до города Кострома, без реки Кострома от истока до водомерного поста у деревни Исады, речной подбассейн реки — Волга ниже Рыбинского водохранилища до впадения Оки. Речной бассейн реки — (Верхняя) Волга до Куйбышевского водохранилища (без бассейна Оки).
Код водного объекта в государственном водном реестре — 08010300212110000011559.